# Sant Joan (kommun i Spanien)
Sant Joan är en kommun i Spanien. Den ligger i den autonoma regionen Balearerna i östra delen av landet. Antalet invånare är 2 228 (2024). Sant Joan ligger på ön Mallorca.